# Афидант
Афидант (Афид, др.-греч. Ἀφείδας) — персонаж древнегреческой мифологии. Царь Афин в период после Троянской войны (согласно хронике Евсевия, в 1135—1134 годах до н. э.). Ему пришло изречение от Додонского Зевса о грядущем походе лакедемонян (см. Кодр). Родоначальник Афидантидов. Убит своим побочным младшим братом Фиметом, который воцарился.